# Condado de Meath
Meath (en irlandés: An Mhí) es un condado de la República de Irlanda, conocido informalmente como El condado real (The Royal County). Área: 2342 km²; punto más alto: Sliabh na Caillí (276 m). La ciudad más importante del condado es Navan, aunque Trim y Kells han tenido más significación histórica.

## Ciudades y pueblos
| Ciudad                        | Población 2016 |
| ----------------------------- | -------------- |
| Navan                         | 30,173         |
| Ashbourne                     | 12,679         |
| Laytown-Bettystown-Mornington | 11,872         |
| Ratoath                       | 9,533          |
| Trim                          | 9,194          |
| Dunboyne                      | 7,272          |
| Kells                         | 6,135          |
| Drogheda                      | 5,000          |
| Duleek                        | 4,219          |
| Dunshaughlin                  | 4,035          |
| Stamullen                     | 3,360          |
| Enfield                       | 3,239          |
| Athboy                        | 2,445          |
| Oldcastle                     | 1,383          |
| Slane                         | 1,369          |
| Ballivor                      | 1,809          |
| Longwood                      | 1,581          |
| Kentstown                     | 1,179          |